# Leichtathletik-Weltmeisterschaften 2019/Teilnehmer (Kolumbien)
| Gelbes Symbol für Goldmedaillen mit stilisierten Olympischen Ringen | Graues Symbol für Silbermedaillen mit stilisierten Olympischen Ringen | Braundes Symbol für Bronzemedaillen mit stilisierten Olympischen Ringen |
| ------------------------------------------------------------------- | --------------------------------------------------------------------- | ----------------------------------------------------------------------- |
| —                                                                   | 1                                                                     | 1                                                                       |

Der Leichtathletikverband von Kolumbien will an den Leichtathletik-Weltmeisterschaften 2019 in Doha teilnehmen. 16 Athletinnen und Athleten wurden vom kolumbianischen Verband nominiert.

## Ergebnisse

### Frauen

#### Laufdisziplinen
| Athletin         | Disziplin    | Vorlauf | Vorlauf | Halbfinale | Halbfinale | Finale    | Finale |
| Athletin         | Disziplin    | Zeit    | Platz   | Zeit       | Platz      | Zeit      | Platz  |
| ---------------- | ------------ | ------- | ------- | ---------- | ---------- | --------- | ------ |
| Melissa González | 400 m Hürden | 56,49 s | 26      | DNQ        | DNQ        | –         | –      |
| Sandra Arenas    | 20 km Gehen  |         |         |            |            | 1:34:16 h | 5      |

#### Sprung/Wurf
| Athletin               | Disziplin  | Qualifikation        | Qualifikation        | Finale               | Finale               |
| Athletin               | Disziplin  | Weite/Höhe           | Platz                | Weite/Höhe           | Platz                |
| ---------------------- | ---------- | -------------------- | -------------------- | -------------------- | -------------------- |
| María Fernanda Murillo | Hochsprung | 1,85 m               | 24                   | DNQ                  | DNQ                  |
| Caterine Ibargüen      | Weitsprung | nicht auf Startliste | nicht auf Startliste | nicht auf Startliste | nicht auf Startliste |
| Caterine Ibargüen      | Dreisprung | 14,32 m              | 02                   | 14,73 m              | Bronze               |
| Yosiris Urrutia        | Dreisprung | 13,77 m              | 19                   | DNQ                  | DNQ                  |

### Männer

#### Laufdisziplinen
| Athlet | Disziplin        | Vorlauf        | Vorlauf | Halbfinale | Halbfinale | Finale         | Finale |
| Athlet | Disziplin        | Zeit           | Platz   | Zeit       | Platz      | Zeit           | Platz  |
| --- | ---------------- | -------------- | ------- | ---------- | ---------- | -------------- | ------ |
| Bernardo Baloyes                                                                                           | 200 m            | 20,64 s        | 33      | DNQ        | DNQ        | –              | –      |
| Jhon Perlaza                                                                                               | 400 m            | 45,62 s        | 16      | 45,17 s    | 15         | DNQ            | DNQ    |
| Anthony Zambrano                                                                                           | 400 m            | 45,93 s        | 26      | 44,55 s NR | 6          | 44,15 s AR     | Silber |
| Gerald Giraldo                                                                                             | 5000 m           | DNF            | DNF     |            |            | –              | –      |
| Yohan Chaverra                                                                                             | 110 m Hürden     | 13,76 s        | 31      | 13,76 s    | 22         | DNQ            | DNQ    |
| Carlos Andres San Martin                                                                                   | 3000 m Hindernis | 8:35,10 min    | 33      |            |            | DNQ            | DNQ    |
| Alexander Castañeda                                                                                        | 20 km Gehen      |                |         |            |            | DSQ            | DSQ    |
| - Diego Palomeque - Jhon Perlaza - Jhon Solís - Anthony Zambrano nicht auf Startlisten: - Bernardo Baloyes | 4 × 400 m        | 3:01,06 min NR | 4       |            |            | 2:59,50 min NR | 4      |

#### Sprung/Wurf
| Athlet          | Disziplin  | Qualifikation | Qualifikation | Finale     | Finale |
| Athlet          | Disziplin  | Weite/Höhe    | Platz         | Weite/Höhe | Platz  |
| --------------- | ---------- | ------------- | ------------- | ---------- | ------ |
| Mauricio Ortega | Diskuswurf | 61,92 m       | 20            | DNQ        | DNQ    |